# João Pedro da Silva Freitas
João Pedro da Silva Freitas, meglio noto come João Pedro (Baucau, 20 agosto 2000), è un calciatore est-timorese, centrocampista dell'Angkor Tiger.

## Carriera

### Nazionale
Tra il 2018 ed il 2019 ha totalizzato complessivamente 8 presenze e 2 reti in nazionale.

## Statistiche

### Cronologia presenze e reti in nazionale
| Cronologia completa delle presenze e delle reti in nazionale ― Timor Est | Cronologia completa delle presenze e delle reti in nazionale ― Timor Est | Cronologia completa delle presenze e delle reti in nazionale ― Timor Est | Cronologia completa delle presenze e delle reti in nazionale ― Timor Est | Cronologia completa delle presenze e delle reti in nazionale ― Timor Est | Cronologia completa delle presenze e delle reti in nazionale ― Timor Est | Cronologia completa delle presenze e delle reti in nazionale ― Timor Est | Cronologia completa delle presenze e delle reti in nazionale ― Timor Est |
| Data                                                                     | Città                                                                    | In casa                                                                  | Risultato                                                                | Ospiti                                                                   | Competizione                                                             | Reti                                                                     | Note                                                                     |
| ------------------------------------------------------------------------ | ------------------------------------------------------------------------ | ------------------------------------------------------------------------ | ------------------------------------------------------------------------ | ------------------------------------------------------------------------ | ------------------------------------------------------------------------ | ------------------------------------------------------------------------ | ------------------------------------------------------------------------ |
| 1-9-2018                                                                 | Kuala Lumpur                                                             | Timor Est                                                                | 3 – 1                                                                    | Brunei                                                                   | Qual. AFF Suzuki Cup 2018                                                | -                                                                        | 84’                                                                      |
| 8-9-2018                                                                 | Bandar Seri Begawan                                                      | Brunei                                                                   | 1 – 0                                                                    | Timor Est                                                                | Qual. AFF Suzuki Cup 2018                                                | -                                                                        | 79’                                                                      |
| 12-10-2018                                                               | Phnom Penh                                                               | Cambogia                                                                 | 2 – 2                                                                    | Timor Est                                                                | Amichevole                                                               | -                                                                        | 46’                                                                      |
| 9-11-2018                                                                | Bangkok                                                                  | Thailandia                                                               | 7 – 0                                                                    | Timor Est                                                                | AFF Suzuki Cup 2018                                                      | -                                                                        |                                                                          |
| 13-11-2018                                                               | Giacarta                                                                 | Indonesia                                                                | 3 – 1                                                                    | Timor Est                                                                | AFF Suzuki Cup 2018                                                      | -                                                                        |                                                                          |
| 17-11-2018                                                               | Kuala Lumpur                                                             | Timor Est                                                                | 2 – 3                                                                    | Filippine                                                                | AFF Suzuki Cup 2018                                                      | 1                                                                        |                                                                          |
| 7-6-2019                                                                 | Kuala Lumpur                                                             | Malaysia                                                                 | 7 – 1                                                                    | Timor Est                                                                | Qual. Mondiali 2022                                                      | 1                                                                        |                                                                          |
| 11-6-2019                                                                | Kuala Lumpur                                                             | Timor Est                                                                | 1 – 5                                                                    | Malaysia                                                                 | Qual. Mondiali 2022                                                      | -                                                                        |                                                                          |
| Totale                                                                   |                                                                          | Presenze                                                                 | 8                                                                        |                                                                          | Reti                                                                     | 2                                                                        |                                                                          |